# Харикский район
Харикский район — район, существовавший в Иркутской области РСФСР. Образован указом Президиума Верховного Совета РСФСР 7 февраля 1945 года путём выделения из территории Куйтунского района.
К 1 января 1948 года район включал 11 сельсоветов: Больше-Кашелакский, Илейский, Иркутский поселковый, Каранцайский, Карымский, Ленинский поселковый, Листвянский, Усть-Кадинский, Уянский, Хайхтинский и Харикский. 19 мая 1948 года из Больше-Кашелакского с/с был выделен Апраксинский с/с. 17 января 1949 года центр района был перенесён из села Харик в посёлок при станции Харик.
В районе издавалась газета «Колхозная жизнь».
На основании указа Президиума Верховного Совета РСФСР от 15 июля 1953 года Харикский район был упразднён, а его территория передана в Куйтунский район.